# Echo (romanzo)
Echo è un romanzo di fantascienza del 2010 di Jack McDevitt. È il quinto della serie di romanzi dell'autore che hanno per protagonisti l'antiquario del futuro Alex Benedict e la sua assistente e pilota Chase Kolpath (l'io narrante), incentrati su avventurose ricerche di manufatti alieni (xenoarcheologia); serie che ha avuto origine con il romanzo A Talent for War del 1989.
Echo è stato candidato al Premio Nebula per il miglior romanzo del 2010.

## Trama
In un lontano futuro, sul pianeta coloniale Rimway, l'antiquario e cercatore di tesori Alex Benedict e la sua assistente e pilota Chase Kolpath si dedicano, come di consueto, alla ricerca di manufatti antichi da comprare e rivendere, quando s'imbattono in un annuncio riguardante una stele che reca incisi alcuni geroglifici sconosciuti. Benedict, speranzoso che possa costituire la traccia di qualche civiltà ignota, vuole comprare la misteriosa stele, che tuttavia viene sottratta poco prima del suo arrivo. Gli indizi suggeriscono che dietro alla sparizione dell'oggetto vi sia Rachel Bannister, un'anziana ex pilota spaziale spinta da motivi ignoti.
Nel corso delle loro indagini, Benedict e la sua assistente scoprono che la stele indecifrabile era stata posseduta in origine da Somerset "Sunset" Tuttle, un eccentrico antropologo morto decenni prima che aveva speso tutta la vita alla ricerca di civiltà aliene, senza ottenere successo. I due ipotizzano che lo studioso avesse rinvenuto l'oggetto durante uno dei suoi numerosi viaggi nello spazio esterno a bordo della propria astronave. Di tali viaggi, spesso solitari, tuttavia non è disponibile alcun resoconto o diario di bordo. Ad ogni modo pare confermato che tra Tuttle e la Bannister vi fosse una relazione.
Chase Kolpath nel frattempo diviene oggetto di un attentato omicida, a cui scampa a malapena. Non è chiaro chi possa essere il mandante, dato che Chase e Benedict si sono fatti col tempo parecchi nemici a causa della loro controversa attività di "scavatori di tombe", malvista anche in ambito accademico e giornalistico malgrado gli importanti ritrovamenti conseguiti.
La Bannister, che potrebbe essere la mandante del tentato omicidio, appare spaventata e non intende offrire alcuna spiegazione, sostenendo di avere fatto distruggere l'enigmatica stele.
Attraverso una lunga ricerca tra i conoscenti di Tuttle e della Bannister, i due protagonisti s'indirizzano verso un'agenzia di costosi voli spaziali di piacere, la World's End, per la quale la Bannister aveva lavorato per molti anni prima di interrompere, in modo improvviso, la propria carriera di pilota. In tali viaggi ella conduceva piccole comitive di persone in cerca di emozioni nello spazio esterno, su corpi celesti remoti e pianeti mai esplorati. Le indagini tuttavia hanno un esito fatale: Rachel Bannister, quando l'esistenza della stele che voleva tenere nascosta diventa di pubblico dominio, si suicida. Chase Kolpath, che non riesce a non sentirsi responsabile almeno in parte per la scomparsa della donna, si licenzia dalla ditta di Benedict e per alcuni mesi ritorna alla carriera di pilota spaziale, lavorando per una compagnia di voli di linea. Chase non riesce tuttavia a superare completamente l'evento traumatico e, quando si imbatte per caso in nuove testimonianze fornite da altri piloti, decide di tornare sul campo per ottenere delle risposte.
Benedict ha quindi l'idea di indire un concorso fotografico sul tema dei viaggi su mondi lontani per ottenere materiale utile dai turisti stessi. Con questo stratagemma, vagliando una grande quantità di ologrammi ricordo, egli riesce finalmente a identificare l'area astronomica in cui la Bannister compì il suo ultimo viaggio, da cui proverrebbe la stele perduta.
Benedict e la sua pilota Chase Kolpath partono dunque alla ricerca del remoto sistema solare. Dopo lunghe ricerche scoprono un pianeta teoricamente non abitato ma in cui sono presenti le testimonianze di una civiltà scomparsa, piuttosto simile a quella terrestre. Scesi sulla superficie col loro lander, vengono però attirati in una trappola da un sicario, ma riescono a scampare e a ucciderlo.
Le rovine delle città, completamente disabitate, suggeriscono che un qualche evento improvviso abbia spazzato via l'intera popolazione del pianeta. Infine, sorvolando un'area remota del globo, s'imbattono in alcuni superstiti. I primi che incontrano si rivelano però ostili e i due protagonisti sono costretti a fuggire col loro mezzo antigravità che, gravemente danneggiato,  finisce per precipitare. Vengono salvati da altri nativi, questa volta amichevoli, che li conducono al proprio villaggio per curarli e lentamente insegnano loro la lingua locale.
Scoprono così che quel mondo, trent'anni prima, aveva subìto una terribile catastrofe causata dalla caduta di un grosso asteroide, che aveva modificato il clima rendendolo molto più rigido. Benedict e Kolpath indagano, grazie ai sensori della IA della loro nave rimasta in orbita, giungendo a una terribile conclusione: che la caduta dell'asteroide venne provocata artificialmente, semplicemente per provocare lo stupore degli ignari turisti spaziali, dall'equipaggio dell'astronave pilotata da Rachel Bannister, la quale si era accorta della presenza di popolazione solo dopo il disastro ma aveva nascosto ogni cosa, vivendo nel rimorso per molti anni prima di uccidersi.
Qualcuno desidera a tutti i costi che il terribile segreto rimanga tale: all'appello dei soccorsi lanciato nello spazio rispondono anche i sicari sulle tracce dei due ricercatori. La killer professionista minaccia di distruggere l'insediamento e uccidere tutti i nativi se Benedict e Chase non le consegneranno i propri comunicatori, con il chiaro intento di eliminare tutte le possibili registrazioni e infine anche i due. Grazie alla collaborazione della popolazione locale, dotata di rudimentali armi da fuoco, la navetta della killer viene fatta precipitare. Infine giungono i soccorsi, il che garantirà anche la sopravvivenza della sparuta popolazione locale. Il mandante dei sicari non viene mai consegnato alla giustizia, ma Benedict e Kolpath sanno che si tratta di Korminov, il proprietario della ditta di viaggi interstellari World's End.

## Edizioni
- Jack McDevitt, Echo, Ace Books, 2010, ISBN 9781937007003.

- Jack McDevitt, Echo, Urania n. 1593, Mondadori, 2013.